# Ума Дуев
Ум(м)а Дуев (чечен. Дуин Іума; предп. 1809, Зумсой, Чечня — 6 [18] марта 1878, Грозный, Терская область) — чеченский военачальник, мудир и наиб Северо-Кавказского имамата. Наиб Киалала (Шароевского округа), близлежащих дагестанских сёл, а также Зумсоя, представитель тайпа Зумсой, участник Кавказской войны 1817—1864. Один из руководителей восстаний Чечни и Дагестана в 1860-1861 и 1877 годов.

## Биография
Родился в селении Зумсой, хутор Хилдиехарой. После падения Имамата в 1859 году, скрывался в лесах и периодически устраивал вылазки и продолжал борьбу вплоть до конца 1861 года. Несколько раз совершал паломничество в Мекку. В совершенстве владел арабским языком. Подаренная ему Шамилем шашка и печать находились в чеченском национальном музее, однако были утеряны вследствие боевых действий в 1994 году.
Абдуррахман Казикумухский, сын шейха Джамалуддина и зять Шамиля, в своих очерках особенно отмечает некоторых из наибов Северо-Кавказского имамата:
Наибов, которых здесь перечислил, я видел своими глазами несколько раз и сам знал об их положении... Среди этих наибов были такие, которые чистосердечно были преданы имаму и ради дела не жалели ни своего имущества, ни себя соблюдая среди народа, подвластного им, справедливость... Самыми справедливыми наибами в Чечне были: Шуайб, Сухаиб, Ахбердиль Мухаммед из Аварии, Талхик, Осман, Умма из Зунсы.
В письме наибу Алдаму имам Шамиль писал:
…Я убедительно отрезал кусок земли одному человеку. А этот человек – моя правая рука, считающая у себя силу в половину моей армии – Умма Дуев. Он происходит из самых высших людей по отцу и по матери. Отрезанная местность зовется «Ганза» и граничит течениями воды в Чантинские границы. А потому я дарю Умма Дуеву обозначенную землю, и чтобы никто из вверенного тебе наибства и жители Зумсоя не препятствовали владеть ему землей.(1840-1844)

### Семья и потомки
У Ума Дуева было четыре сына: Тутакх, Дада, Беци и Шамиль, а также три дочери: Халум, Сари, Тувайта. Оставшийся младший сын Шамиль совершил паломничество в Мекку, числился в списке репрессированных богословов. Внуки Магомед Тутакаев, Атаби Шамилев, Ума Умаев. Атаби и Ума так же стали руководителями восстаний против Советской власти в 20-х годах. Атаби являлся активным религиозным и военным лидером, ближайший соратник Нажмудина Гоцинского и один из организаторов восстания в Чеченской АО 1924—1925. Приговорен к расстрелу в 1925 году, в Ростове-на-Дону.

## Северо-Кавказские восстания XIX века

### Восстание 1860—1861 гг.
В 1860 году начались волнения среди жителей верховий Аргуна. Исполнявший обязанности командующего Кавказской армией грузинский князь Григол Орбелиани докладывал в Петербург:
Ума Дуев — занимая должность наиба при Шамиле, своей храбростью, справедливостью и бескорыстием успел приобрести общее уважение целого народа, и по многим своим качествам может сделаться главою народного восстания.
В 1860 году отряд Байсангура и Солтамурада начали действовать в округе Ичкерии. В июне того же года Ума Дуев и Атабай Атаев возмутили Аргунское общество Зумсой. Распространяясь все западнее, охватывая Шатойские и Чантийские общества, переходя в верховья малочеченских речек Мартана, Гехи, затем подняло и Акинское общество вблизи Военно-Грузинской дороги. Уже в ноябре восстание приобрело широкий размах. В течение нескольких месяцев с переменным успехом продолжался мятеж. Ряд Аргунских и Акинских аулов были сожжены, а их жители сосланы на равнину. Полковник Туманов истребил большую часть домов зумсоевского общества. Последнее сражение произошло у Андийского хребта, где Ума пытался прорваться в Дагестан.
Ловкий мятежник (Ума Дуев — авт.) или действительно обладал необыкновенной способностью быстро менять места, или умел искусно распускать о себе ложные слухи.1860—1861
После подавления восстания Ума Дуев скрывался со своей семьей в пещере. В очерках Абдуррахмана говорится, что они чуть не погибли от жажды и голода. Ума также потерял ближайшего сподвижника и двоюродного брата, на которого наткнулось в лесу войско, убитого из-за нежелания сдаваться. Начальник области решил выманить Уму методом «репрессий близких». Последовал арест десятки родственников и оказание давления на жителей Аргунского округа, таким образом они уже схватили Атабай Атаева. 1861 года 15 декабря Ума Дуев явился к Мирскому в укрепление Шатой, объявив о готовности к казне с просьбой о помиловании невинных и тех, кого он вовлек в вооруженное выступление. Позже был выслан сначала в Воронеж, затем в Смоленскую губернию, под гласный надзор полиции.
Спустя 4 года, по многочисленным просьбам зумсойцев, был возвращён и избран старейшиной селения. По пути домой также посетил имама Шамиля в Калуге. Ко всему прочему, областная администрация взяла в заложники младшего семилетнего сына Умы — Даду и отправила его в Россию.

### Восстание в Чечне и Дагестане. 1877—1878 гг

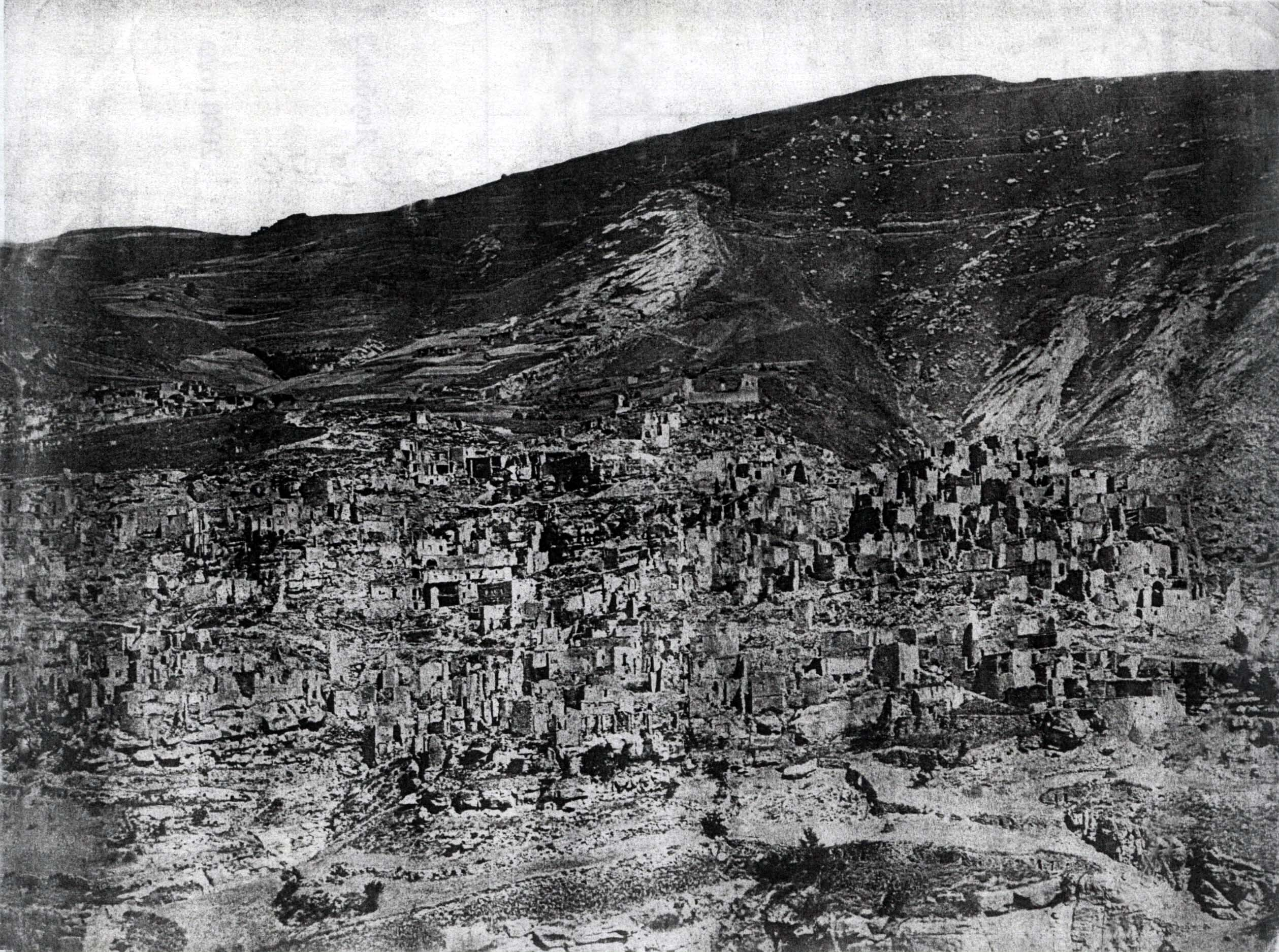
Фотография Согратля после сожжения

70-летний Ума-Хаджи Дуев, который с виду вызывал ощущение смиренного старца, во время своего поломничества в Мекку параллельно общался с Гази-Магомедом для оказания поддержки бунту. В апреле 1877 года избранный имамом Алибек-Хаджи Алдамов возглавил антироссийское восстание, а Ума-Хаджи появился среди повстанцев в Чеберлое. «Я начал так поступать, — говорил он, — потому, что увидел неправильные действия иноверцев против мусульман». После жёсткого подавления мятежа, наступило небольшое затишье. Затем Ума-Хаджи поднял восстание в другом месте — в Зумсое. Завязалась перестрелка с милицией поручика Сервианова, не сумев сдержать натиск Умы, был вынужден просить помощи у начальника области. Лохвицкий выступил против него в Зумсой с 6 ротами пехоты, 100 казаками, охотниками и артиллерией. Со стороны Хали-Кали зашел отряд Степагова. Ума сумел отбиться, однако был ранен.
17—18 августа Ума-Хаджи Дуев с 300 повстанцами выдвинулся к аулам на реке Басс. 25—27 августа со своими повстанцами участвовал в боях на реке Басс с отрядами атамана Смекалова, в подчинении которого находились 2 батальона Куринского и Апшеронского пехотных полков, 3 сотни Сунженского казачьего полка, 7 горных орудий, ингушская сотня, 3 сотни дагестанской конной милиции и пешей дружины. 28 августа совместно с Лорса-Хаджи участвовал в боях у аула Элистанжи. 7 октября сражение с Ума-Хаджи в двух верстах от Шароя.
С Ума-Хаджи находились также его сыновья Беци и Тутакай, младший же Дада Зумсоевский был среди офицеров, которого отправили к Уме, дабы уговорить его сложить оружие, но затем и Дада перешёл на сторону мятежников, когда понял, что отец с братом не собираются отступать. В начале октября в Чечне войско все ближе подбиралось к зачинщикам бунта. Восстание продолжилось уже в Дагестане, туда перебрались Алибек-Хаджи, Ума-Хаджи и их сподвижники. Ума-Хаджи участвует в боях у аулов Гигатли, Агвали и Гоготль и др. В конце повстанцы укрылись в крепости селения Согратль.
Ума показал себя настоящим царем – владыкой во время боев, человеком столь надежным для участников газавата, словно он – самый настоящий замок; личностью, обладающей твердой рукой в сражениях и войнах.

## Пленение и казнь

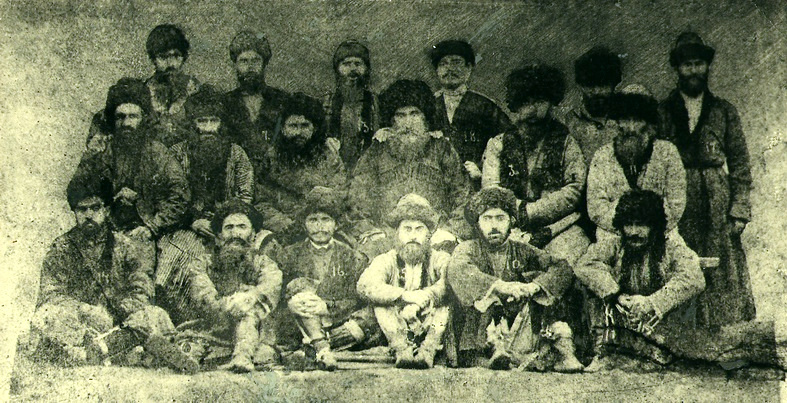
Фотография, сделанная в крепости Грозная после приговора, зачитанного военно-полевым судом в декабре 1877 года. В центре — Ума-Хаджи, справа от него — Алибек-Хаджи

Во время штурма крепости был сильно ранен в плечо Ума-Хаджи, а также его сын Тутакай, который впоследствии погибнет. После очередного штурма, 3 ноября в 8 часов утра согратлинские старшины прибыли к русским с изъявлением покорности. Они схватили и выдали русским своих предводителей, в том числе и Ума-Хаджи Дуева с сыном Дадой.

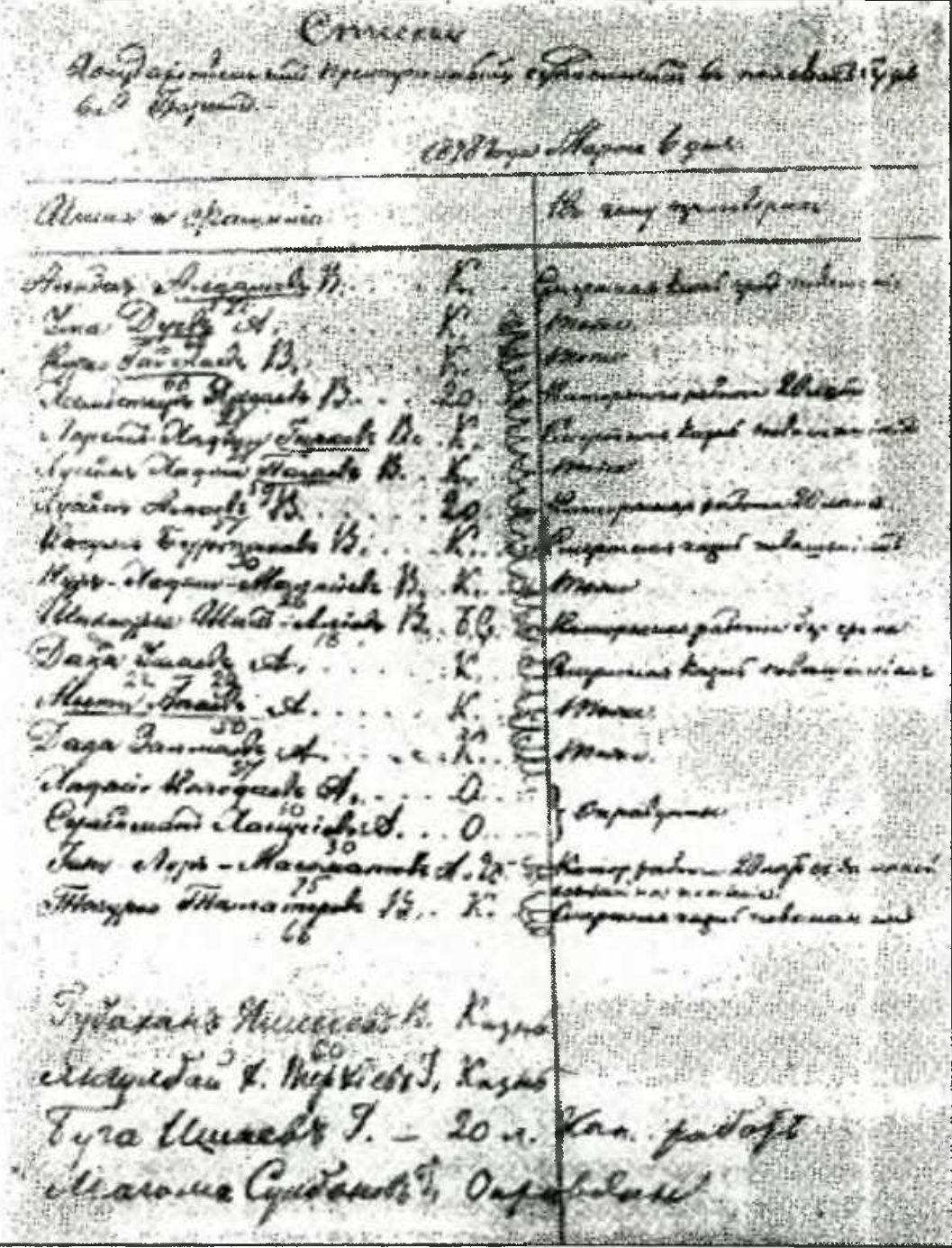
Список участников восстания, приговоренных к казни и каторге

4—6 марта 1878 года состоялся военно-полевой суд в Грозном. К смертной казни через повешение приговорены 12 из 17 человек, так называемые «главные возмутители», в том числе Ума-Хаджи Дуев с сыном Дадой. Ума-Хаджи ответил после объявления приговора:
Всё равно я должен когда-нибудь умереть. Умру ли от того, что вы меня повесите, или умру от какой-нибудь болезни — какая в том разница?
Осуждённым также предлагали ходатайство о помиловании на имя царя, но они отказались. Один из усмирителей восстания, присутствовший на казни писал: «Меня поразило спокойствие, с которым эти люди умирали».
Сказывать песню поры-времени не было у меня:

«Со зрячего глаза хмурым был я,

С резвой ноги слабым стал я.

Пришло мне время перемигиваться с вдовами,

Прошло моё время перемигиваться с девушками.

Рассказать ли мне вам о войнах-боях…

Буду говорить вам бедного человека слово.

Как мать-овца и без времени родившийся убитый ягнёнок,

Друг с другом и с Богом вы не разлучайтесь:

Потеряв доверие народа,

Лучше по земле не ходить;

Спереди пусть не накопляется к вам зависть,

Сзади пусть не одолеет вас напасть;

Да получите вы пользу-удачу,

Как Уми, сын Ду, Как тот Уми, сын Ду,

в Чинхоевском ущелье!».

## Высказывания
Абдурахман Казикумухский в своих мемуарах рассказывает: «В Киялале был наибом герой, истинный мусульманин Умма из Зунсы», он называет его также одним из самых справедливых наибов Имамата и Чечни, которые не жалели ни себя, ни своё имущество для общего блага. О чём в 1860 также докладывает командующий кавказской армией генерал и грузинский князь Григол Орбелиани.
История жизни хаджи Уммы..., имя его, останутся навсегда в памяти и аристократии, и простого народа. Будут они вспоминать его вплоть до конца света!Абдуразак Согратлинский

## Отражение в культуре

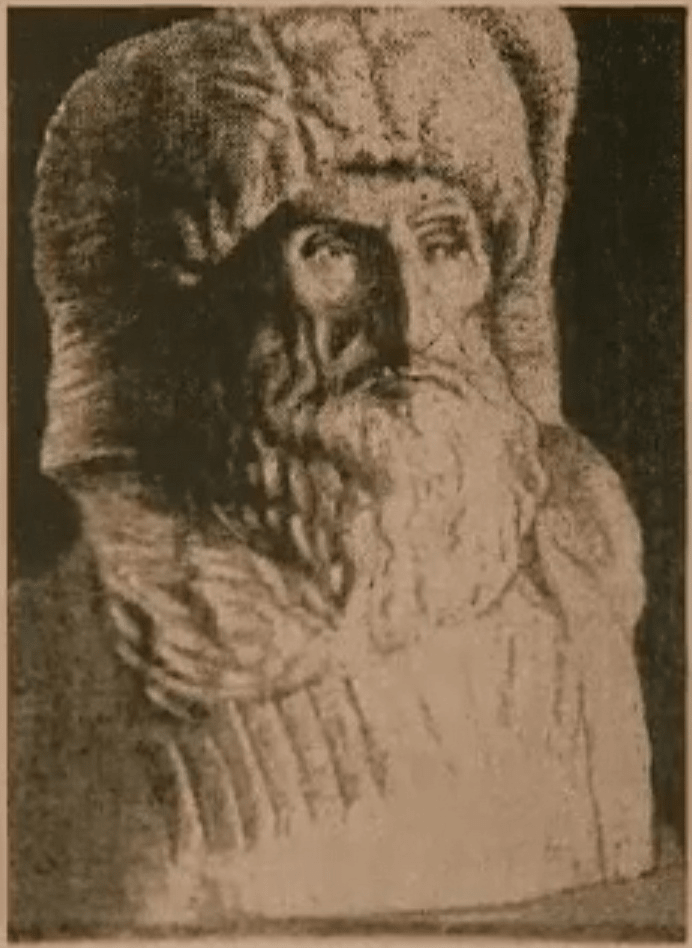
Бюст Ума Дуева

- Скульптура «Бюст революционера Умма-Хаджи Дуева». Ставропольский государственный краеведческий музей[44].
- Иллюстрация Ума Дуева, кольчуга и его форма в музее Санкт-Петербурга[45].
- Народная песня, написанная непосредственно после восстания Ума Дуева в 1877 году, также отражён в различных чеченских фольклорах[46].
- Отражение Ума Дуева в исторических романах «Долгие ночи» и «Молния в горах». Автор: Абузар Айдамиров[47].
- Наградная шашка и печать Шамиля в Национальном музее ЧР (исчезло), ныне находится обмундирование и биография[13].
- Улица имени Умма Дуева Зумсоевского в г. Грозный в период ЧРИ[48].
- «Однажды… Ума Дуев» // Грозный. ТВ — документальный фильм, рассказывающий о его жизни и сражениях[20].
- Отражён в историческом романе 2022 года «Дахаран туьха». Автор: Исмаил Акаев[49].